# Karen Hallberg
Karen Hallberg (Rosario, 10 de mayo de 1964)es una física argentina dedicada a desarrollar métodos numéricos para estudiar las propiedades cuánticas de materiales complejos, en particular superconductores. Se desempeña en el Centro Atómico Bariloche y ha obtenido una gran variedad de premios por su trayectoria. Actualmente es la Secretaria General de las Conferencias Pugwash para Ciencia y Asuntos Mundiales. En 2019 recibió el Premio Internacional L'Oréal-UNESCO a Mujeres en Ciencia.

## Vida personal
Nació en Rosario y posteriormente su familia se trasladó a Jujuy en donde realizó su formación básica en la Escuela Belgrano, Escuela Normal y en el Colegio Nacional "Teodoro Sánchez de Bustamante" de esa ciudad. Su padre, el agrimensor Ronaldo Hallberg, consiguió un trabajo de gerente en una empresa minera.
Posteriormente se trasladó a su ciudad natal para realizar sus estudios universitarios en la Universidad Nacional de Rosario en donde cursó dos años de Ingeniería Electrónica, aprobó el examen de ingreso al Instituto Balseiro donde completó su formación en física recibiéndose de licenciada en esa especialidad en 1987, con una tesina realizada bajo la dirección del físico Francisco de la Cruz. En esa misma institución realizó el doctorado también en física bajo la dirección del Dr. Carlos Balseiro finalizándolo en 1992.
No sólo es conocida por sus conocimientos de física, lo es también por haber sido Reina Nacional de los Estudiantes a los 16 años, certamen en el que participó representando a la provincia de Jujuy en 1980. El cetro de reina se lo entregó Daniela Cardone.
En su casa hace jardinería, en exteriores le gusta correr, andar en bicicleta, y nadar en el lago. Algunos pasatiempos más sofisticados son jugar al tenis y tocar el violonchelo.

## Trayectoria profesional
Realizó estadías posdoctorales en el Instituto Max Planck para Física de Sólidos en Stuttgart, Alemania, y en el Max Planck para Física de Sistemas Complejos en Dresde, Alemania. Ha realizado estadías de investigación en el Instituto Indio de Ciencias (Bangalore), Universidad de Oxford (Inglaterra), el London Center for Nanotechnology, Universidad de Augsburgo, Universidad de Friburgo, Universidad de Boston, Argonne National Lab en Chicago, Universidad de Tokio, entre otros.
Tiene a su cargo grupos de investigación en el Centro Atómico Bariloche y es profesora en el Instituto Balseiro. Dio clases y conferencias como invitada en otras instituciones de varios países. Además dirige a varios tesistas de carreras de postgrado y doctorados.
Es investigadora principal en el Consejo Nacional de Investigaciones Científicas y Técnicas (CONICET) en el grupo de Teoría de la Materia Condensada en el Centro Atómico de Bariloche y fue miembro del Comité Nacional de Ética en la Ciencia y la Tecnología (CECTE).
A nivel internacional es la Secretaria General de las Conferencia Pugwash para Ciencia y Asuntos Mundiales, fue Consejera Internacional y miembro del directorio de la American Physical Society (APS), miembro del World Economic Forum’s Global Future Council on Quantum Applications, asociada senior del Centro Internacional de Física Teórica de Trieste (ICTP) y miembro asociado del International Center for Theoretical Physics-South American Institute for Fundamental Research (ICTP-SAIFR) en San Pablo, Brasil. 
Fue jefa del Departamento de Materia Condensada en el Centro Atómico Bariloche (CNEA), representante de su país en el Centro Latinoamericano de Física (CLAF), vicepresidente de la Comisión de Bajas Temperaturas de la Unión Internacional de Ciencias Puras y Aplicadas (IUPAP), editora de la revista Europhysics Letters (EPL), miembro del Consejo Directivo del Aspen Science Center, representante de la rama argentina y miembro del directorio del International Institute for Complex Adaptive Matter (ICAM), miembro de la Comisión Directiva de la Asociación Física Argentina y coordinadora de las subcomisiones de género y de ética.
Durante su carrera fue miembro de varios comités nacionales e internacionales de premios como Bunge y Born, Houssay e IUPAP, entre otros. Es autora de más de 90 artículos científicos en revistas internacionales, varios capítulos de libros y un libro de texto sobre métodos numéricos en física.
En 2019 fue galardonada con el Premio L'Oréal-UNESCO a Mujeres en Ciencia por sus aportes al desarrollo de técnicas computacionales para entender la física de la materia cuántica.

## Premios y reconocimientos
- Secretaria General de las Conferencias Pugwash para Ciencia y Asuntos Mundiales
- 2019 - Premio L'Oréal-UNESCO a Mujeres en Ciencia[2][3]
- Socia Honoraria del Centro Argentino de Ingenieros.
- Miembro Correspondiente de la Academia Nacional de Ciencias Exactas, Físicas y Naturales, Argentina (ANCEFN)
- Miembro de la Academia de Ciencias de América Latina (ACAL)
- Miembro honorario del programa del OIEA Marie Sklodowska Curie Fellowship
- Doctora Honoris Causa, Universidad Nacional de Jujuy
- Doctora Honoris Causa Universidad Siglo 21
- Mención de Honor "Senador Domingo Faustino Sarmiento", Senado de la Nación Argentina[4]
- Mención de Honor ”Juana Azurduy de Padilla”, Senado de la Nación Argentina[5][6]
- Beneplácito por el premio L’Oréal-UNESCO por la H. Cámara de Diputados de la Nación, Argentina
- Reconocimiento a la trayectoria por la legislatura de la provincia de Río Negro, Argentina
- Reconocimiento por la Cámara de Diputados de la provincia de Chaco, Argentina
- Ciudadana Distinguida, S. S. de Jujuy, Argentina[7]
- Ciudadana Ilustre, provincia de Jujuy, Argentina.
- Bachiller de Honor, Colegio Nacional Teodoro Sánchez de Bustamante, S. S de Jujuy, Argentina
- 2005 - Beca John Simon Guggenheim, este logro en su carrera le valió un reconocimiento del Senado de la Nación Argentina mediante la declaración 2497/05.
- 2008 - L'Oreal-CONICET, mención especial por el trabajo Propiedades cuánticas y de transporte en sistemas nanoscópicos y moleculares.
- 2012 - Fue reconocida en el Aspen Ideas Scholar, Aspen Ideas Festival en la ciudad estadounidense de Aspen, EE. UU.